# Шейх Су чешма
Шейх Су чешма (на гръцки: Kρήνη στο Σέιχ Σου) е историческа османска чешма в македонския град Солун, Гърция.
Чешмата е разположена в гората на хълма Шейх Су, източно над Солун. Намира се на територията на старата и изоставена механа „Авлогирос“, в непосредствена близост до изоставеното кафене „Кедринос Лофос“. Изградена е от камък и тухла, като на фасадата има фалшив тухлен свод. Ктиторският надпис на чешмата е изчезнал и годината на издигането ѝ е неизвестна.